# Aeródromo de Casas de los Pinos

i8
i11
i13
Aeródromo de Casas de los Pinos ist ein Flugplatz im Gemeindegebiet Casas de los Pinos in der spanischen Provinz Cuenca in der Autonomen Gemeinschaft Kastilien-La Mancha.
Der Flugplatz liegt rund vier Kilometer südlich der Stadt Casas de los Pinos in unmittelbarer Nähe zur Hauptstraße N-301 (Carretera Nacional Ocaña–Cartagena). 
Der Aeródromo ist für die zivile Luftfahrt unter VFR-Bedingungen zugelassen und ist der Werksflugplatz des spanischen Transport- und Luftfahrtunternehmen Aviomancha S.L. Am Flugplatz befindet sich neben einer Tankstelle, Hangar auch die Lagerhallen und das Verwaltungsgebäude der Aviomancha S.L. Der Platz wird auch zum Segelflugbetrieb genutzt.